# Відкат (корупція)
Відкат ― це форма підкупу шляхом переговорів, при якій особа отримує хабар, або комісійні в обмін на надані послуги. Винагорода (гроші, товари чи послуги, що передаються) обговорюється заздалегідь. Відкат відрізняється від інших видів хабарів тим, що йдеться про попередню змову між двома сторонами, а не однією стороною, яка вимагає хабар в іншої. Метою відкату, як правило, є спонукання іншої сторони до співпраці у незаконній схемі.
Термін «відкат» походить з розмовної мови й описує спосіб, яким отримувач незаконної вигоди віддає частину «прибутку» іншій особі за допомогу в її отриманні.

## Види та методи
Найпоширеніша форма відкату передбачає надання продавцем шахрайського або завищеного рахунку (часто на товари чи послуги, які не були потрібні, низької якості або і те, і інше), а працівник іншої компанії допомагає в забезпеченні платежу. За свою допомогу в забезпеченні оплати особа отримує якусь плату (готівку, товари, послуги) або послугу (найм родича, працевлаштування тощо).
«Брокери відкату» ― це особи, які можуть не отримувати відкат особисто, але допомагають пов'язати особу чи компанію, що надає товари чи послуги, з особами, здатними допомогти у незаконних платежах. За допомогу у зв'язку двох сторін, що домовляються, одна або обидві сторони можуть здійснити платіж цьому «брокеру».

## В уряді
Відкати ― одна з найпоширеніших форм державної корупції. У деяких випадках відкат набуває форми «зрізу», і може бути настільки відомим, що є загальновідомим ― і навіть стати частиною культури нації. Наприклад, в Індонезії президента Сухарто публічно називали «паном двадцять п'ять відсотків», оскільки він вимагав, щоб усі основні контракти по всій країні забезпечували йому 25 відсотків доходу. В Пакистані президент Асіф Алі Зардарі був публічно відомий як «містер 10 відсотків» з тієї ж причини, яка згодом стала стовідсотковою. Після вступу в уряд він почав брати 10% усіх основних інвестицій, перш ніж затвердити контракт. Однак відкати відрізняються від інших форм корупції, таких як перекидання активів, наприклад, при розкраданні, через змову двох сторін.
Схеми відкату можуть бути поширеними. Наприклад, у США компанії, що надають медичні послуги пацієнтам Medicare, платили лікарям, щоб вони відправляли пацієнтів до них, незалежно від того, потребує пацієнт лікування, діагностики чи обстеження, чи ні. У 1987 р. Конгрес США прийняв жорсткий Закон про боротьбу з відкатами, щоб запобігти таким схемам.
В Італії політичну сцену кардинально змінили скандали в Тангентополі в 1990-х роках, які виявили широке використання відкатів у національних та місцевих органах влади.